# Montmerle-sur-Saône
Montmerle-sur-Saône là một xã ở tỉnh Ain, vùng Auvergne-Rhône-Alpes thuộc miền đông nước Pháp.